# Психетози
Психетози. Вітрина третя — дебютна поетична збірка Ґео Шкурупія, що була надрукована у видавництві Гольфшторм в 1922, накладом у 1200 примірників.

## Оформлення
Вірші збірки не мали розділових знаків взагалі, на її обкладинці містилося провокаційне «Король футуропрерій»; також книга містила попередження: «Остерігайтесь підробки» та ілюстрації-плакати.

## Жанрова палітра
Оскільки Ґео Шкурупій належав до Асоціації панфутуристів, його «Психетози» витримані у футуристичній поетиці. Проте у збірці помітні також і дадаїстичні впливи. 

## Критика
Критика сприйняла появу «Психетоз» неґативно. Зокрема Майк Йогансен назвав цю збірку «запізнілою на 10 літ епатацією», а Іван Кулик зазначав, що Шкурупія в збірці нема. 

## Цитати
|  | у фабриках заводах майстернях мої машини й механізми розуму слова вироблюють фарфорові й залізні автомобілі й танки аеропляни срібні дзвоники і статуетки... «Виробництво» |

|  | geo O ge ego geo Wkurupij geometr i ya geograf i ya geo log i ya ego evropA frik siA merik AvstraliA geo O ge ego Geo Wkurupij A V T O P O R T R E T |